# كتيبة الشرطة 45
كتيبة الشرطة 45 (Polizeibattalion 45) عبارة عن تشكيل لشرطة النظام الألمانية (الشرطة النظامية) خلال العصر النازي. خلال عملية بارباروسا، كانت تابعة لقوات الأمن الخاصة ونشرت في المناطق التي تحتلها ألمانيا، وتحديدا المنطقة الخلفية مجموعة الجيوش الوسطى، في الاتحاد السوفيتي، كجزء من فوج الشرطة الجنوبية. إلى جانب فصائل من أينزاتسغروبن ولواء المشاة إس إس الأول، ارتكبت جرائم قتل جماعي في المحرقة وكانت مسؤولة عن جرائم واسعة النطاق ضد الإنسانية استهدفت السكان المدنيين. جنبا إلى جنب مع فصائل من أينزاتسغروبن التابعة لشرطة الأمنية الألمانية ولواء المشاة إس إس الأول التابعلفافن إس إس، ارتكبت القتل الجماعي في الهولوكوست وكانت مسؤولة عن جرائم واسعة النطاق ضد الإنسانية استهدفت السكان المدنيين.

## الخلفية والتكوين
كانت شرطة النظام الألمانية (الشرطة النظامية) أداة رئيسية لجهاز الأمن في ألمانيا النازية. خلال فترة ما قبل الحرب، تعاون كل من قائد قوات الأمن الخاصة هينريش هيملر وكورت داليج، قائد شرطة النظام، في تحويل قوة شرطة جمهورية فايمار إلى تشكيلات عسكرية جاهزة لخدمة أهداف النظام المتمثلة في الفتح والإبادة العرقية. تشكلت قوات الشرطة أولاً في تشكيلات بحجم الكتيبة لغزو بولندا، حيث تم نشرها لأغراض أمنية وشرطية، وكذلك المشاركة في عمليات الإعدام والترحيل الجماعي. 
تم تعيين 23 كتيبة من شرطة النظام للمشاركة في غزو الاتحاد السوفيتي عام 1941، عملية بارباروسا. تم ربط تسعة فرق أمنية للفيرماخت، ثلاثة لكل منطقة من مناطق مجموعة الجيوش الخلفية. تم تعيين كتيبتين لدعم أينزاتسغروبن، وفرق الموت المتنقلة التابعة لقوات الأمن الخاصة ومنظمة تودت، مجموعة البناء العسكرية.  كانت أهداف كتائب الشرطة هي تأمين المؤخرة من خلال القضاء على فلول قوات العدو، وحراسة أسرى الحرب، وحماية خطوط الاتصالات والمرافق الصناعية التي تم الاستيلاء عليها. كما تضمنت تعليماتهم، كما ذكر دالوج، «مكافحة العناصر الإجرامية، وقبل كل شيء العناصر السياسية». 
جنبا إلى جنب مع كتيبة الشرطة 303 و314، تم تعيين كتيبة الشرطة 45 إلى فوج الشرطة الجنوبي. تم وضع الفوج تحت قيادة هيرمان فرانز، وهو شرطي محترف كان قد خدم سابقًا في شرطة النظام في بولندا المحتلة.  عندما عبر الفوج الحدود الألمانية السوفيتية، أصبح خاضعًا لسيطرة فريدريش جيكلن، القائد الأعلى لقوات الأمن والشرطة (HSS-PF) لمجموعة الجيوش الجنوبية في أوكرانيا. 

## التاريخ التشغيلي
شاركت كتيبة الشرطة 45 في الإبادة الجماعية أثناء وجودها في الاتحاد السوفيتي المحتل. بدأ الفوج إعدام النساء والأطفال اليهود في يوليو 1941. قتلت كتيبة الشرطة 45 جميع السكان اليهود في شيبتوفكا بينما كانت تتمركز هناك بين 26 يوليو و 1 أغسطس. صدرت الأوامر من قائد الفوج، الذي كان قد أشار إلى أمر من هاينريش هيملر. 
خلال أشهر الصيف، شاركت الكتيبة في أعمال مشتركة مع لواء لواء المشاة إس إس الأول التابع لفافن إس إس، حيث قدمت كل الدعم وشاركت بعمليات قتل مستقلة. أشار تقرير صادر عن الكتيبة في 19 أغسطس إلى قيادة أركان Reichsführer-SS (فريق العمليات التشغيلية إس إس الذي تم إنشاؤه للغزو) إلى أن كتيبي الشرطة 45 و303 واللواء شاركا في «قتال العصابات». أشار تقرير 22 أغسطس إلى أن الكتيبة أطلقت النار على ثلاث «نساء بارتزيان» و 19 «قطاع طرق» و537 يهوديًا. 
في سبتمبر، شاركت كتيبة الشرطة 45 في قتل اليهود في بيردوشيف، تطويق موقع التنفيذ وقيادة الضحايا إلى الحظيرة حيث تم اطلاق النار عليهم.  قُتل حوالي 16000 يهودي.  خلال المذبحة التي وقعت في بابي يار، طوقت الكتيبة المنطقة، في حين قام سوندركوماندو 4 أ وفصيل من قوات فافن -إس إس بإطلاق النار.  شاركت كتيبتا الشرطة 303 و314 في المجزرة أيضًا. 
أبطات أنشطة القتل التي قامت بها كل من فصائل Einsatzgruppen وفوج الشرطة الجنوبي من تقدم الفيرماخت، حيث تمكن المزيد من اليهود من الهرب شرقًا وكانت كثافة السكان اليهود قبل الحرب أقل في شرق أوكرانيا. ومع ذلك، استمرت عمليات القتل، واستهدفت اليهود والشيوعيين و «العناصر المشبوهة».  في يوليو 1942، تم إعادة تشكيل الفوج ليكون بمثابة فوج الشرطة العاشر. 

## ما بعد
لم يتم الإعلان عن تنظيم الشرطة ككل منظمة إجرامية من قبل الحلفاء، على عكس قوات الأمن الخاصة. كان أعضاؤها قادرين على إعادة الاندماج في المجتمع إلى حد كبير دون تحرش، مع عودة الكثيرين إلى وظائف الشرطة. 

## Bibliography
- Brandon، Ray؛ Lower، Wendy (2008). The Shoah in Ukraine: History, Testimony, Memorialization. Indiana University Press. ISBN:978-0-253-35084-8. {{استشهاد بكتاب}}: الوسيط غير المعروف |last-author-amp= تم تجاهله يقترح استخدام |name-list-style= (مساعدة)
- Breitman، Richard (1998). Official Secrets: What the Nazis Planned, What the British and Americans Knew. New York: Hill and Wang/Farrar Straus & Giroux. مؤرشف من الأصل في 2020-01-26.
- Longerich، Peter (2010). Holocaust: The Nazi Persecution and Murder of the Jews. Oxford; New York: Oxford University Press. ISBN:978-0-19-280436-5. مؤرشف من الأصل في 2022-05-09.
- Persico، Joseph E. (22 أكتوبر 2002). Roosevelt's Secret War: FDR and World War II Espionage. راندوم هاوس. ISBN:0-3757-6126-8.
- Showalter، Dennis (2005). Hitler's Police Battalions: Enforcing Racial War in the East. Kansas City: University Press of Kansas. ISBN:978-0-7006-1724-1.
- Smith، Michael (2004). "Bletchley Park and the Holocaust". في Scott، L. V.؛ Jackson، P. D. (المحررون). Understanding Intelligence in the Twenty-First Century: Journeys in Shadows. ISBN:0714655333.
- Tessin، Georg؛ Kannapin، Norbert (2000). Waffen-SS und Ordnungspolizei im Kriegseinsatz 1939 - 1945: ein Überblick anhand der Feldpostübersicht. Osnabrück: Biblio-Verlag. ISBN:3-7648-2471-9. {{استشهاد بكتاب}}: الوسيط غير المعروف |last-author-amp= تم تجاهله يقترح استخدام |name-list-style= (مساعدة)
- Westermann، Edward B. (2005). Hitler's Police Battalions: Enforcing Racial War in the East. Kansas City: University Press of Kansas. ISBN:978-0-7006-1724-1.

## Further reading
- Blood، Phillip W. (2006). [[Hitler's Bandit Hunters: The SS and the Nazi Occupation of Europe|Hitler's Bandit Hunters: The SS and the Nazi Occupation of Europe]]  [[d:Q29060316#sitelinks-wikipedia|[لغات أخرى]]]‏. Potomac Books. ISBN:978-1-59797-021-1. {{استشهاد بكتاب}}: تعارض مسار مع وصلة (مساعدة)
- Megargee، Geoffrey P.، المحرر (2009). Encyclopedia of Camps and Ghettos, 1933–1945. Bloomington: Indiana University Press. ج. Volume II. ISBN:0-253-35328-9. {{استشهاد بكتاب}}: |المجلد= يحوي نصًّا زائدًا (مساعدة)